# Neurolyga longipes
Neurolyga longipes är en tvåvingeart som beskrevs av Jaschhof 1997. Neurolyga longipes ingår i släktet Neurolyga och familjen gallmyggor. Inga underarter finns listade i Catalogue of Life.